# Alípio (escritor musical)
Alípio de Alexandria (Alypius, Ἀλύπιος) foi um escritor sobre música grega, que floresceu aproximadamente em 360. De suas obras, apenas um pequeno fragmento foi preservado, sob o título de Introdução à Música (Εἰσαγωγη Μουσική).

## Obras
O trabalho de Alípio consiste, na totalidade, com exceção de uma breve introdução, de listas dos símbolos utilizados (para voz e instrumentos) para designar todos os sons nas quarenta e cinco escalas produzidas ao tomar cada uma dos quinze modos nos três gêneros (diatônico, cromático, enarmônico). Trata, portanto, de fato, de apenas um (o quinto) dos sete ramos de que trata o assunto, como sempre, dividido em introdução; e pode possivelmente ser apenas um fragmento de um trabalho maior. Teria sido mais valioso se um número considerável de exemplos fossem deixados sobre o uso real do sistema de notação descritos no mesmo; infelizmente, muito poucos dele sobreviveu, e eles parecem pertencer a um estágio anterior da ciência. Porém, o trabalho de Alípio continua sendo a melhor fonte de conhecimento moderno sobre as notas musicais dos gregos, incluindo um relato abrangente do sistema grego de escalas, transposições, e notação musical, e serve para lançar alguma luz sobre a obscura história dos modos.
O texto, que parecia irremediavelmente perdido na visão do seu primeiro editor contemporâneo, o erudito clássico Johannes Meursius, foi no entanto restaurado, aparentemente com sucesso, pelo estudioso dinamarquês Marcus Meibomius. A Introdução à Música foi impressa com os quadros de notação no Antiquae Musicae Scriptores, de Meibomius, (em quarto, Amsterdam 1652). Meibomius não só fez uso do manuscrito pertencente a Joseph Scaliger, mas também de outros existentes na Inglaterra e Itália. Karl von Jan publicou uma edição no Musici Scriptores Graeci, 1895-1899.

## Identidade
Não há motivos razoavelmente correto para a identificação de Alípio com qualquer uma das várias pessoas que tinham esse nome nos tempos dos últimos imperadores, e de cuja história nada é conhecido. Jean-Benjamin de la Borde situa-o no final do século IV. De acordo com a conjectura mais plausível, ele era aquele Alípio de quem o escritor Eunápio, em sua Vida de Jâmblico, homenageia a sua inteligência aguda (ὁ διαλεκτικώτατος Ἀλύπιος) e baixa estatura, e quem, sendo um amigo de Jâmblico, provavelmente floresceu sob o governo do imperador Juliano, o Apóstata e seus sucessores imediatos, isto é, durante o século IV. Este Alípio era um nativo de Alexandria, e lá morreu em idade avançada e, portanto, dificilmente pode ter sido a pessoa a quem o historiador romano Amiano Marcelino chamou de "Alypius Antiochensis", que foi contratado pelo imperador Juliano em sua tentativa de reconstruir o templo judeu. Juliano endereçou duas epístolas (29 e 30) para Alípio (Ἰουλινὸς Ἀλυπίῳ ἀδελφῷ Καισαρίου), em uma das quais ele lhe agradece por um tratado geográfico ou mapa, parece mais provável que este foi Alípio de Antioquia, em vez do Alípio de Alexandria, apesar de Johannes Meursius supor que os dois são o mesmo.
Jâmblico escreveu uma vida de Alípio de Alexandria, embora ela já não exista mais.